# Enver Hoxhaj
Enver Hoxhaj (ur. 13 stycznia 1969 w Suvej Rece) – kosowski polityk, historyk i politolog, działacz Demokratycznej Partii Kosowa, minister spraw zagranicznych Kosowa w latach 2016-2017.

## Życiorys
W dzieciństwie wyemigrował wraz z rodzicami do Szwajcarii. W 1993 ukończył studia magisterskie z zakresu historii na Uniwersytecie w Prisztinie. Naukę kontynuował na Uniwersytecie Wiedeńskim. Tam też w 2000 uzyskał doktorat z historii na podstawie rozprawy: Untersuchungen zur Geschichte des Kosova in der Römerzeit: Militär, Städte, Gesellschaft und Bevölkerung. Był wykładowcą nauk politycznych i historii na Uniwersytecie w Prisztinie. Należał do grona założycieli Kosovar Research and Documentation Institute. W marcu 2004 wstąpił do Demokratycznej Partii Kosowa. W latach 2005–2007 uczestniczył w negocjacjach dotyczących przyszłego statusu Kosowa, prowadzonych przez Marttiego Ahtisaariego. W 2007 objął stanowisko ministra edukacji, nauki i technologii. W latach 2011–2014 po raz pierwszy pełnił funkcję ministra spraw zagranicznych w rządzie Hashima Thaçiego. Ponownie objął tę funkcję w czerwcu 2016, jako minister w rządzie Isy Mustafy.
Mieszka w Prisztinie. Jest żonaty (żona Remzie), ma dwoje dzieci.